# Исуатлан-де-Мадеро (муниципалитет)
Исуатлан-де-Мадеро (исп. Ixhuatlán de Madero) — муниципалитет в Мексике, штат Веракрус, расположен в регионе Нижняя Уастека. Административный центр — Исуатлан-де-Мадеро.